# Echinoderidae
Echinoderidae är en familj av djur. Echinoderidae ingår i ordningen Cyclorhagida, fylumet pansarmaskar och riket djur. I familjen Echinoderidae finns 67 arter.
Kladogram enligt Catalogue of Life och Dyntaxa:
| Echinoderidae | \| \| Echinoderes \| \| \| \| \| \| Fissuroderes \| \| \| \| |
|               | \| \| Echinoderes \| \| \| \| \| \| Fissuroderes \| \| \| \| |
|               | Antigomonidae                                                |
|               |                                                              |
|               | Antygomonidae                                                |
|               |                                                              |
|               | Cateriidae                                                   |
|               |                                                              |
|               | Centroderidae                                                |
|               |                                                              |
|               | Dracoderidae                                                 |
|               |                                                              |
|               | Semnoderidae                                                 |
|               |                                                              |
|               | Zelinkaderidae                                               |
|               |                                                              |
|               | Echinoderes                                                  |
|               |                                                              |
|               | Fissuroderes                                                 |
|               |                                                              |

|  | Echinoderes  |
|  |              |
|  | Fissuroderes |
|  |              |